# Pangupterus
Pangupterus is een geslacht van uitgestorven pterosauriërs behorend tot de Pterodactyloidea dat leefde tijdens het Vroeg-Krijt in het gebied van het huidige China.

## Vondst en naamgeving
In 2016 werd de typesoort Pangupterus liui benoemd en beschreven door Lü Junchang, Liu Cunyu, Pan Lijun en Shen Caizhi. De geslachtsnaam combineert de naam van Pangu, de schepper van de kosmos in de Chinese mythologie, met een gelatiniseerd Oudgrieks pteron, 'vleugel', een gebruikelijk achtervoegsel in de namen van pterosauriërs. De soortaanduiding eert Liu Jun die het fossiel ter beschikking van de wetenschap had gesteld.
Het holotype BPMC-0002 is bij Sihedang in Liaoning gevonden in een laag van de Jiufotangformatie. Het bestaat uit een paar onderkaken, waaraan de achterkanten ontbreken platgedrukt op een enkele plaat. Het is geprepareerd door Zhang Yuqing. Het behoort tot de collectie van het Beipiao Pterosaur Museum.

## Beschrijving
In 2016 werden enkele onderscheidende kenmerken vastgesteld. De onderkaken dragen in totaal zesendertig slanke tanden met scherpe punten. De tanden hebben een ronde dwarsdoorsnede. De tanden staan op een gelijkmatige afstand van elkaar. De symfyse, de samengroeiing van de voorste kaken, bedraagt een vijfde van de totale kaaklengte. De dwarsdoorsnede van de tanden bedraagt een achtste van de lengte.
Pangupterus is gereconstrueerd als een vrij kleine soort met een spanwijdte van ruwweg zeventig centimeter. De onderkaken hebben een geschatte lengte van 188,9/195,3 millimeter gebaseerd op de afdrukken die de ontbrekende achterste gedeelten in de matrix hebben achtergelaten. De kaken maken achteraan een hoek van minder dan 30° met elkaar. De onderkant van de kaak is bedekt met nauwe lengtegroefjes en putjes. Vooraan zijn de kaken vergroeid in een symfyse. De punt daarvan is licht verbreed en draagt een centraal uitsteeksel, een 'odontoïde'. In de symfyse staan naar schatting achttien tanden per zijde. Bij het fossiel zijn de tanden uit hun tandkassen gegleden en liggen nu als een waaier rond de symfyse heen waardoor ze goed bestudeerd kunnen worden maar wat hun normale oriëntatie onduidelijk maakt. De beschrijvers meenden dat de tanden, schuin naar  boven en bezijden uitstekend, dienden als een grijporgaan om vissen te vangen. Ze zijn langwerpig, kegelvormig, vrij stevig en wat naar achteren gekromd. De langste tand heeft een lengte van 6,7 millimeter waarvan de kroon 4,4 millimeter uitmaakt. Ondanks de cirkelvormige dwarsdoorsnede zijn de tandkassen in de lengterichting van de kaak verlengd. Sommige tanden zijn een stuk kleiner en werden gezien als vervangingstanden.

## Fylogenie
Pangupterus werd in de Pterodactyloidea geplaatst maar er werd geen nauwere groep bepaald. Ook is er geen exacte kladistische analyse uitgevoerd.